# Maratas
Os maratas (मराठी, em marata) são um grupo étnico indo-ariano que vive no estado indiano de Maarastra. Sua língua, o marata, integra o grupo meridional dos idiomas indo-arianos. Embora mais de um milênio de sua história esteja registrado, a etnia tornou-se mais conhecida com o estabelecimento do Império Marata por Shivaji Maharaj, em 1674.